# Lichtenauer FV
Der Lichtenauer Fußballverein 1919 e.V. ist ein deutscher Fußballverein mit Sitz in der hessischen Kleinstadt Hessisch Lichtenau im Werra-Meißner-Kreis.

## Geschichte

### Gründung bis Nachkriegszeit
Der Verein wurde am 18. November 1919 gegründet. Der Spielbetrieb begann für die erste Mannschaft im nächsten Jahr. Im Jahr 1933 schloss man sich mit Grün-Weiß Lichtenau sowie später mit dem VfR Lichtenau zusammen. Nach dem Ende des Zweiten Weltkriegs bestand der Verein kurze Zeit in dem Gesamtverein Freie Sportvereinigung 1945 Hess. Lichtenau. In der Saison 1945/46 stieg man aus der Kurhessenliga mit 8:36 Punkten über den zwölften und damit letzten Platz ab. In der Saison 1950/51 gelang der Aufstieg in die Erstaustragung der 1. Amateurliga Hessen. Mit 15:61 Punkten landete man auf dem 20. Platz und stieg direkt wieder ab.

### 2000er Jahre bis heute
In der Saison 2003/04 spielte die erste Mannschaft in der Bezirksliga Kassel und belegte mit 39 Punkten den fünften Platz. Mit 17 Punkten nach der darauffolgenden Saison ging es über den 15. Platz in die Kreisliga A Werra-Meißner, wo man mit 39 Punkten 10. wurde. Nach einem neunten Platz wurde die Mannschaft zur Saison 2007/08 abgemeldet. Zur Saison 2008/09 trat man als Teil der SG Lossetal im Spielbetrieb der Gruppenliga Kassel wieder an. Mit 75 Punkten in der Spielzeit 2009/10 gewann man die Meisterschaft. Nach dem Aufstieg in die Verbandsliga stieg das Team nach einer erfolglosen Relegationsrunde wieder in die Gruppenliga ab.
Die Spielzeit 2012/13 gewann man, wieder als eigenständige Mannschaft, in der Kreisliga B Werra/Meißner mit 70 Punkten die Meisterschaft und der Aufstieg in die Kreisliga A, wo man mit 82 Punkten direkt die Meisterschaft gewann. 2014/15 in der Kreisoberliga wurde die Mannschaft mit 50 Punkten Vierter. Die Saison 2018/19 schloss man mit 71 Punkten als Meister ab und schaffte die Rückkehr in die Gruppenliga. Bedingt durch die COVID-19-Pandemie wurde die Saison nach 19 Spielen beendet. Mit einer durch die Quotientenregel entstandenen Punktzahl von 2,74 stand die Mannschaft auf dem ersten Platz und wurde ein weiteres Mal in einer Premierensaison Meister. Damit stieg die Mannschaft in der Saison 2020/21 in die Verbandsliga Hessen Nord auf.
Darüber hinaus konnte der Lichtenauer FV den Kreispokal 2019/20 gewinnen. Mit 2:1 setzte sich der Verbandsligaaufsteiger gegen den Vorjahressieger SV Adler Weidenhausen durch.
Auch die Saison 2020/21 konnte aufgrund der weiterhin andauernden COVID-19-Pandemie nicht bis zu Ende gespielt werden und wurde nach dem Beschluss des Präsidiums des Hessischen Fußball-Verbandes auf seiner Sitzung am 27. März 2021 ohne Auf- und Absteiger abgebrochen. Zu diesem Zeitpunkt stand man nach 10 Spielen mit 22:9 Toren und 22 Punkte auf Platz 2 der Tabelle.
In der Spielzeit 2021/2022 spielte die erste Seniorenmannschaft in der Verbandsliga Hessen Nord. Lag man zur Winterpause nach 16 absolvierten Partien mit 31 Punkten (8 Siege, 7 Unentschieden, 1 Niederlage) und einem Torverhältnis von 33:15 auf Tabellenplatz 5, so wurde die Spielserie nach 32 Spielen mit 53 Punkten (15 Siege, 8 Unentschieden, 9 Niederlagen) und 66:45 Toren auf Tabellenplatz 6 abgeschlossen.
Die Spielzeit 2022/2023 wurde nach 32 Spielen mit 44 Punkten (13 Siege, 5 Unentschieden, 14 Niederlagen) und 59:62 Toren auf Tabellenplatz 9 abgeschlossen. Darüber hinaus konnte der Lichtenauer FV den Gewinn des Bitburger Kreispokals 22/23 mit einem 3:0-Sieg im Finale gegen den SV Reichnsachen feiern. Die Tore erzielten Maxim Soimu (52. Minute) und Leon Koch (60. und 67. Minute).

### Jugend
Ein wichtiger Schwerpunkt des Lichtenauer FV ist die Jugendarbeit. Von den Bambinis bis zur A-Jugend verfügt der Verein über einen breit aufgestellten Jugendbereich mit derzeit rund 150 aktiven Kindern- und Jugendlichen. Die Trainer des Lichtenauer FV verfügen über langjährige Erfahrung im Bereich des Jugendfußballs. Engagierte Spieler der Seniorenmannschaften fungieren als Jugendtrainer in verschiedenen Altersklassen, um die spielerischen Fähigkeiten direkt aus der Praxis an die Jugendlichen weiterzugeben.